# Parablatticida terebrata
Parablatticida terebrata är en stekelart som först beskrevs av Trjapitzin 1965.  Parablatticida terebrata ingår i släktet Parablatticida och familjen sköldlussteklar. Inga underarter finns listade i Catalogue of Life.